# 소유스 1호
소유스 1호(러시아어: Союз 1)는 소련 우주 프로그램의 유인 우주 비행이다. 소유스 우주선의 첫 번째 유인 비행으로, 발사는 우주비행사 블라디미르 코마로프를 태우고 1967년 4월 23일 현지 시간으로 오전 3시 35분에 이루어졌다. 유인 우주선이 야간에 발사된 것은 이번이 처음이었다.
원래 임무 계획으로는 다음 날 세 명이 탑승한 소유스 2호가 합류하여 도킹한 다음, 두 우주선 사이의 우주 유영을 진행하고, 그 중 2명이 소유스 1호로 이동하여 함께 지구로 귀환할 예정이었다. 그러나 일련의 오작동으로 소유스 2호의 이륙이 취소되었고, 소유즈 1호의 비행도 중단되었다. 대기권 재진입 중 난기류로 인해 캡슐의 낙하산이 화염에 휩싸여 지구로 추락하여 탑승한 코마로프가 사망했다.
소유스 1호 사고는 유인 우주 비행 역사상 최초의 비행 중 사망 사고였다. 1980년대 말 소련에서 시작된 개방 정책인 글라스노스트를 통해 사고 경위와 임무의 목적이 밝혀지기 전까지 그 후 수년 동안 사고의 정황은 알려지지 않았다.

## 배경
소유스 1호는 소련의 달 탐사 계획의 일환으로 설계된 1세대 소유스 7K-OK 우주선과 소유스 로켓의 첫 번째 유인 비행이었다. 소련이 2년여 만에 처음인 유인 우주 비행이었으며, 우주 프로그램의 수석 설계자인 세르게이 코롤료프가 사망한 후의 첫 유인 우주 비행이었다. 7K-OK에 대한 세 차례의 무인 시험 비행 실패(코스모스 133호, 소유스 7K-OK 1호, 코스모스 140호)에도 불구하고, 코마로프는 소유스 1호에 탑승하여 발사되었다.
전직 KGB 요원이었던 베냐민 루사예프와의 인터뷰에 따르면, 소유스 1호 엔지니어들은 발사 전 당 지도자들에게 203건의 설계 결함을 보고했지만 "레닌의 생일 기념일을 기념하기 위한 일련의 우주 업적에 대한 정치적 압력으로 인해 무시되었다"고 한다. 루사예프는 또한 유리 가가린이 소유스 1호 예비 조종사였으며 설계 문제와 정치국의 비행 강행 압력을 알고 있었다고 주장한다. 그는 소련 지도부가 국가적 영웅을 비행에 투입하는 위험을 감수하지 않을 것이라는 사실을 알고 있었기 때문에, 코마로프를 임무에서 '빼내려고' 시도했다. 동시에 코마로프는 임무가 파멸적이라고 믿었음에도 불구하고 임무를 넘겨주기를 거부했다. 그는 가가린의 목숨을 위험에 빠뜨릴 수 없다고 설명했다. 그러나 러사예프의 설명은 대부분의 소련 우주 계획에 대한 대부분의 역사가들에게 믿을 수 없고 과장된 것으로 여겨져 왔다.
임무 계획자들은 하루 뒤 우주비행사 발레리 비콥스키, 예브게니 흐루노프, 알렉세이 옐리세예프를 태운 소유스 2호를 발사할 계획이었고, 흐루노프와 옐리세예프는 우주 유영으로 소유스 1호로 이동할 예정이었다.

## 임무 내용

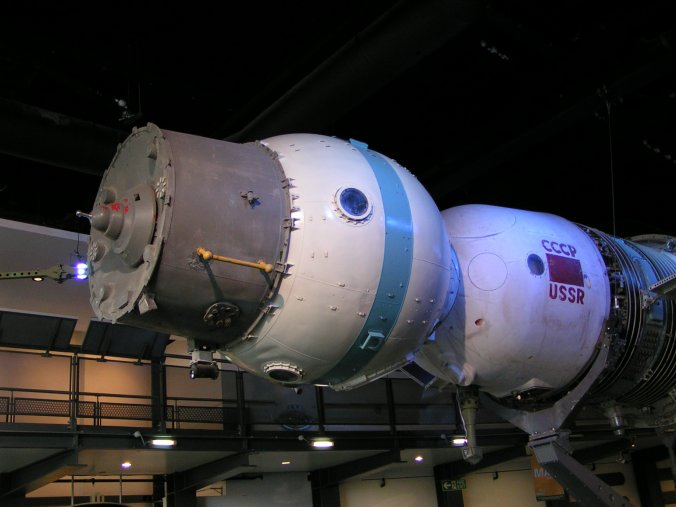
영국 국립 우주 센터에 전시된 소유스 7K-OK 모형

소유스 1호는 1967년 4월 23일 00:35 (GMT) 바이코누르 우주 기지에서 소련 최초의 우주 비행사 코마로프를 7K-OK 4호 캡슐에 태우고 발사되었다. 발사 직후 태양 전지판 하나가 펼쳐지지 않아 우주선 시스템의 전력 부족으로 이어지면서 문제가 시작되었다. 방향 탐지기의 또 다른 문제로 인해 우주선 조종이 복잡해졌다. 13번째 궤도에 이르러서는 자동 안정화 시스템이 완전히 고장났고 수동 시스템도 부분적으로만 작동했다.
소유스 2호 승무원들은 임무 목표를 수정하여 소유스 1호의 태양 전지판 수리를 위한 구조 임무로 발사 준비가 시작되었다. 그러나 그날 밤, 바이코누르의 뇌우가 부스터의 전기 시스템에 영향을 미쳐 임무가 취소되었다.
13번째 궤도 중 코마로프의 보고를 받은 비행 감독관은 임무를 중단하기로 결정했다. 소유스 1호는 18번 궤도를 돌고 나서 역추진 로켓을 점화하여 지구 대기권에 재진입했다. 그때까지의 기술적 어려움에도 불구하고 코마로프는 여전히 안전하게 착륙할 수 있었다. 비극이 일어나기 몇 분 전, 코마로프는 가가린과 무선 교신을 유지하며 다음과 같이 말했다: "엔진은 146초 동안 작동하고 있었습니다. 모든 것이 잘 진행되고 있습니다. 모든 것이 잘 진행되고 있습니다! 우주선의 방향은 정확합니다. 나는 가운데 의자에 앉아 있습니다. 끈으로 묶여 있습니다." 하강 속도를 늦추기 위해 먼저 감속용 낙하산을 펼친 다음 주 낙하산을 펼쳤다. 그러나 결함으로 인해 주 낙하산이 펼쳐지지 않았다. 주 낙하산 오작동의 정확한 이유는 논란이 되고 있다.
그 후 코마로프는 수동으로 전개 된 예비 낙하산을 작동시켰지만 감속용 낙하산과 엉켜 의도한 대로 풀리지 않았다. 그 결과 소유스 하강 모듈은 약 40m/s(140km/h)의 속도로 거의 아무런 방해도 없이 오렌부르크주에서 지구로 떨어졌다. 구조 헬리콥터가 낙하산에 불이 붙은 채 옆으로 누워 있는 하강 모듈을 발견했다. 그 후 착륙 직전에 작동했어야 할 역추진 로켓이 분사되기 시작해, 구조대원들은 걱정을 했다. 구조대가 착륙하여 접근했을 때 하강 모듈은 검은 연기가 가득하게 화염에 휩싸여 있었고, 외부에서는 녹은 금속이 흘러내리고 있었다. 캡슐 바닥 전체가 불에 탔다. 이쯤 되면 코마로프가 살아남지 못한 것은 분명했지만, 구조대가 우주비행사의 사망을 나타내는 색깔 신호탄을 가지고 있지 않았기에 긴급한 의료 지원을 요청을 의미하는 신호탄을 사용했고, 이는 정보 혼란을 더욱 가중시켰다. 이후 항공기에 탑승한 다른 구조대가 도착하여 휴대용 소화기로 불타는 우주선을 진화하려고 시도했다. 하지만 이것만으로는 충분하지 않아 대신 삽을 사용해 모듈 위로 흙을 뿌리기 시작했다. 하강 모듈은 완전히 분해되어 입구 해치 위에 잔해 더미만 남았다. 마침내 화재가 끝났을 때, 구조대원들은 잔해를 파헤쳐 중앙 소파에 묶여 있는 코마로프를 발견할 수 있었고, 그의 몸은 그을린 옷과 살점으로 변해 있었다. 의사들은 사망 원인을 둔기에 의한 다발성 손상으로 발표했다. 시신은 모스크바로 이송되어 군 병원에서 공식 부검을 받았고, 사망 원인은 현장 의사의 결론과 일치하는 것으로 확인되었다.
소유스 1호의 추락 지점 좌표는 북위 51° 21′ 39″ 동경 59° 33′ 45″ / 북위 51.3609°  동경 59.5624° 로, 카라부탁에서 서쪽으로 3km, 오렌부르크에서 남동쪽으로 약 275km 떨어진 곳이다. 길가의 작은 공원에 코마로프의 흉상이 있는 검은색 기둥 형태의 기념비가 세워져 있다.
사후에 코마로프는 두 번째로 소비에트 연방영웅으로 선정되어 레닌 훈장을 수여받았다. 국가장으로 장례가 치러졌고 유골은 모스크바 붉은 광장에 있는 크렘린 벽 묘지에 안장되었다.

## 영향
소유스 1호의 추락과 코마로프 대령의 사망은 소련의 유인 우주 비행에 심각한 타격을 입혔다. 당시 코마로프 대령은 현역 소련 우주비행사 중 가장 뛰어난 능력을 갖춘 인물로 꼽혔다. 처음으로 전 세계 대중에게 실패를 인정해야 했다.
사고를 조사하는 과정에서 몇 가지 설계 및 제조 결함이 드러났다. 무엇보다도 감속용 낙하산의 설계 결함도 발견되었다. 만약 소유스 2호가 계획대로 이뤄졌더라면 세 명의 우주비행사도 같은 문제로 목숨을 잃었을 것이다. 예비 낙하산을 사용한 안전한 착륙은 두 우주선 모두 주 낙하산의 사전 활성화를 하지 않았을 때에만 가능했다. 승무원을 구출하기 위한 이러한 절차가 소유스 2호 발사에 맞춰 어느 정도 인지되었는지는 불분명하다. 취소된 유인 우주 비행은 공식적으로 번호가 부여되지 않았지만 일반적으로 소유스 2A호로 불린다. 원래 계획된 소유스 2호라는 명칭은 나중에 발사된 무인 소유스 우주선에 사용되었다.
소유스 1호 사고 이후 유인 비행은 1년 반 동안 중단되었고, 우주선 설계는 신뢰성을 높이기 위해 크게 재설계되었다. 1967년 소유스 우주선 2대(코스모스 186호와 코스모스 188호)의 첫 자동 도킹을 포함하여 6번의 무인 시험 발사가 수행되었다. 유인 우주 비행은 1968년 10월에 소유스 3호로 재개되었고, 이듬해인 1969년에는 1967년에 완료되지 못한 프로그램에 따른 최초의 유인 도킹(소유스 4호와 소유스 5호)과 우주선 세 대가 한꺼번에 비행하는 편대 비행이 수행되었다.